# Cauldron (jeu vidéo)
Pour les articles homonymes, voir Cauldron.
Cauldron est un jeu vidéo de plates-formes publié par Palace Software en 1985 sur Amstrad CPC, Commodore 64 et ZX Spectrum. Dans celui-ci, le joueur contrôle une sorcière devant vaincre une citrouille pour devenir la reine des sorcières. Le jeu devait à l’origine être basé sur La Nuit des masques mais Steve Brown, son concepteur, décide finalement de s’inspirer des vacances d’halloween. Brown et Richard Leinfellner, le programmeur du jeu, n’ayant pas les mêmes préférences, ils décident de mélanger des séquences de jeu de plateforme et de shoot 'em up dans le jeu. À sa sortie, le jeu est bien accueilli par la presse spécialisée qui met en avant ses graphismes et son gameplay varié mais regrette l’excessive difficulté du jeu.
Le jeu bénéficie d'une suite baptisée Cauldron II : La Citrouille contre-attaque et publié en 1986.

## Système de jeu
Dans Cauldron, le joueur contrôle une sorcière qu’il fait naviguer dans un monde en deux dimensions représenté en vue de côté. Le jeu propose deux types de gameplay : des séquences de jeu de plateforme se déroulant dans une caverne et des séquences de shoot 'em up se déroulant à la surface où la sorcière chevauche un balai. Dans ces dernières, le joueur doit retrouver quatre clé de couleur permettant d’accéder aux souterrains dans lesquels sont disséminés six ingrédients que le joueurs doit ramener dans son repaire pour confectionner un sort capable de vaincre la citrouille. En explorant l’univers du jeu, le joueur doit faire face à différents types d’ennemis inspiré d’Halloween comme des citrouilles, des fantômes, des crânes et des chauves-souris, mais aussi d’autres créatures comme des requins ou des laridés. Lorsque la sorcière contrôlée par le joueur heurte un ennemi, elle perd des points de magie (ces derniers étant aussi utiliser pour tirer des projectiles sur les ennemis). Lorsque sa réserve de points de magie est vide, la sorcière meurt avant de réapparaitre à l’écran avec une vie en moins. Ce nombre de vies est limité et le jeu se termine lorsqu’il atteint zéro,,,.

## Développement
Le développement de Cauldron débute lorsque le studio Palace Software obtient les droits pour développer un jeu vidéo basé sur le film La Nuit des masques sorti en 1978. Le développement est confié à Steve Brown qui, ne parvenant pas à créer un concept satisfaisant à partir du film, décide de s’en éloigner. S’inspirant des vacances d’Halloween, il imagine alors un jeu mélangeant sorcières et citrouilles. D’après Stuart Hunt du magazine Retro Gamer, ce changement de direction peut également être expliqué par la campagne menée par Mary Whitehouse contre les films violents dans les années 1980. Steve Brown soumet ensuite son nouveau concept au cofondateur de Palace Software, Pete Stone, qui l’approuve et autorise la poursuite du développement. S’inspirant de ce qu’il considère comme une « sorcière classique », il dessine la sorcière du jeu avec un long nez et un balai. Il crée ensuite un modèle en pâte à modeler du personnage comme référence pour l’artwork prévu pour la pochette du jeu.
Pour le développement, Brown est assisté par Richard Leinfellner qui est chargé de la programmation du jeu. Les deux développeurs n’aimant pas les mêmes genres de jeu – Steve préfère les jeux de plateforme alors que Leinfellner préfère les shoot 'em up – ils décident de créer un moteur de jeu permettant de jouer de deux manières. Ils testent le jeu conjointement en se focalisant sur des segments individuels de celui-ci plutôt que sur le jeu complet. D’après Brown, cela peut expliquer la difficulté trop élevé de Cauldron, d’autant plus que les deux développeurs jouaient avec un nombre de vie illimité.

## Versions
À sa sortie, le jeu est publié sur trois ordinateurs : Amstrad CPC, Commodore 64 et ZX Spectrum. La version ZX Spectrum ne bénéficie pas de la technologie de scrolling pour les niveaux de shoot 'em up et les développeurs doivent utiliser la technique du flick-screening pour la simuler,. Un portage d’un précèdent titre programmé par Leinfellner pour Commodore 64, The Evil Dead, est inclus sur l’autre face de la cassette de la version ZX Spectrum,,.

## Accueil

### Récompenses
Le jeu a reçu le Tilt d'or du meilleur jeu d'action/aventure de 1985, ex-æquo avec Sorcery.

## Postérité
À la suite du succès de Cauldron, Palace Software développe une suite baptisée Cauldron II : La Citrouille contre-attaque qui est publié en 1986. Son scénario fait suite à celui du jeu original et permet au joueur d'incarner une citrouille devant explorer un château afin de retrouver la reine des sorcières pour se venger de cette dernière. Un coffret regroupant les deux opus de la série est également publié sur Amstrad CPC et ZX Spectrum,.
Le succès commercial des deux Cauldron permet à Steve Brown de s'imposer comme un concepteur important au sein de Palace Software, le studio lui donnant ensuite carte blanche pour développer Barbarian: The Ultimate Warrior.